# هيرث
  هيرث هي شركة تصنيع محركات الطائرات ومقرها في بنينجن، ألمانيا.

## التاريخ
تأسست الشركة من قبل هيلموث هيرث في عام 1920 باسم هيلمث هيرث فيرسشباو، وأعيد تسميتها إلى Leichtmetall-Werke GmbH وأخيراً Elektronmetall GmbH كشركة مصنعة لمكونات محركات الطائرات الخفيفة، بما في ذلك أجزاء لمكونات محركات الطائرات. في عام 1927، فصل Hirth هذا الجزء من العمل، وأطلق عليه اسم Hirth Motoren GmbH، وأصبح الباقي Mahle GmbH.
بعد وفاة هيرث في حادث تحطم طائرة في عام 1938، قامت وزارة طيران الرايخ ("Reich aviation") بتأميم الشركة، وفي عام 1941 تم دمجها مع هاينكل لتصبح Heinkel-Hirth. على الرغم من استمرار سلسلة المحركات الحالية، فقد استخدمت هينيكل أيضًا منشآت إنتاج هيرث كأساس لعمل هانز فون أوهاين في سلسلة من المحركات النفاثة وكذلك تحت الاسم الجديد Heinkel-Strahltriebwerke، على الرغم من أنه لم يستخدم على نطاق واسع لأسباب مختلفة. تم تصميم تصميمها النهائي، Heinkel HeS 011، للاستخدام في تصاميم الطائرات المقاتلة الألمانية في وقت متأخر من الحرب.
بعد الحرب العالمية الثانية، تم حل هذا الدمج، وأصبحت هيرث مستقلًة مرة أخرى. بسبب الحظر المفروض على الطيران الألماني أثناء احتلال الحلفاء ، قامت هيرث بتصنيع محركات ثابتة صغيرة، وكذلك محركات لزلاقة الجليد الآلية. في النهاية، عادت هيرث إلى تصنيع محركات الطائرات في عام 1965، ولكن في عام 1974 تم تصفيت اعمالها طوعيا. تم الاستحواذ على الشركة بواسطة Hans Göbler، الذي أعادها لصناعة المحركات الصغيرة ثنائية الأشواط.

## محركات

### توربينية
- Heinkel HeS 1 - أول محرك نفاث تشغيلي
- Heinkel HeS 3 - أول محرك نفاث يطير
- Heinkel-Hirth HeS 30 - aka 006، ربما أفضل تصميم ألماني مبكر، تم إلغاؤه لأسباب اتضح أنه كان سيئ للغاية
- Heinkel-Hirth HeS 40 - محرك احتراق "حجم ثابت"
- Heinkel-Hirth HeS 50 - وحدة المراوح الأنبوبية للرحلات الطويلة
- Heinkel-Hirth HeS 60 - HeS 50 مع مرحلة التوربينات الإضافية
- Heinkel-Hirth HeS 011 - تصميم متطور مزدوج لتخزين المؤقت، تم بناء 19 نموذج اختبار فقط